# Sello (indumentaria)

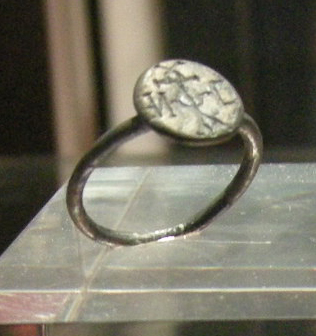
Sello.

En indumentaria el sello es un tipo de anillo en que la parte superior es más ancha que la inferior y además es plana, suele tener forma rectangular u ovalada, y suele llevar inscritas las iniciales de la persona que lo lleva. Casi siempre son de metales preciosos, normalmente oro o plata, y pueden ser pequeños o de gran tamaño. Las iniciales suelen estar grabadas, aunque también pueden estar en relieve. Suelen llevarse normalmente en el dedo medio o en el anular, y son más típicos de hombres.
Se utilizaban para marcar con él el lacre de las cartas o documentos, como prueba de autenticidad del emisor.
- Wikimedia Commons alberga una categoría multimedia sobre Sello.

- Datos: Q2387838
- Multimedia: Signet rings / Q2387838